# Institut des hautes études de défense nationale
Das Institut des hautes études de défense nationale (IHEDN) ist eine staatliche französische Akademie für Verteidigungsforschung.
Sitz des Instituts ist die École militaire in Paris.

## Geschichte
Gegründet wurde die Akademie 1936 von Admiral Raoul Castex als Collège des hautes études de défense nationale. Im Jahr 1948 erhielt das Institut seinen heutigen Namen. Zu den ursprünglichen nationalen Schulungen kamen Sitzungen in den Regionen (1954), internationale Sitzungen (1980), Zyklen der Wirtschaftsintelligenz (1995) und andere spezielle Seminare.
Im Jahr 1997 wurde das Institut eine öffentliche Verwaltungseinrichtung unter der Aufsicht des Premierministers.

## Bekannte Absolventen
- Ulrich Reineke (* 1964), Flottillenadmiral der Marine der Bundeswehr
- Werner Albl (* 1965), Generalmajor des Heeres der Bundeswehr
- Thierry Breton (* 1955), französischer Geschäftsmann, ehemaliger Professor und Politiker
- Jean Guisnel (* 1951), französischer Journalist und Publizist
- Bernard Rogel (* 1956), französischer Admiral